# Любекское право
Лю́бекское право (Любекское городское право, нем. Lübisches Recht) — одна из систем феодального городского права Северной Европы, Северной Германии и Польши (наряду с гамбургским, кульмским, магдебургским правом). По сути, право являлось дарованной монархом привилегией, позволявшей городу избегать поборов феодалов. По данному праву города отстаивали свою юридическую, экономическую, общественно-политическую и имущественную независимость.

## История формирования и развития
Формирование Любекского права началось со становления города Любека в качестве вольного имперского города. Права, дарованные герцогом Генрихом Львом, были расширены привилегиями, которые дали императоры Священной Римской империи Фридрих I (1188 год) и Фридрих II (1226 год) (древнейший сохранившийся латинский текст датирован 1227 годом). Затем толкования давались также постановлениями Любекского суда шеффенов.
Любекское право получило значительное распространение в Европе: более сотни городов побережья Балтийского моря, в первую очередь члены Ганзы, восприняли от Любека нормы и правила закрепления и удержания за собой политических и экономических привилегий внутри современных им феодальных государств. С принятием этих норм и правил признавалась также высшая юрисдикция суда Любека для этих городов. К концу средневековья Любекское право постепенно слилось с Гамбургским правом 1270 года.
В 1263 году городское управление Любека, которое регистрировало правовые постановления и кодифицировала их, осуществило первую систематизацию Любекского права, явив на свет 90 статей; к 1586 году статей было уже 418, среди них были и заимствованные из Гамбургского права. Подробнейший комментарий Любекского права составлен в 1642 году.
Право Любека распространилось в городах Северного и Прибалтийского региона, в том числе в Великом Новгороде, и являлось определяющим в рамках Ганзейского союза.
Немецкое купечество, помогая Тевтонскому ордену в колонизации Пруссии, требовало введения в новых городах Любекского права, что приводило бы к их меньшей зависимости от Ордена, но вело к усилению влияния со стороны Любека, с 1268 года бывшего центром Ганзейского союза. Города, входившие в Ганзу, имели право свободной торговли на чужой территории, что  было не выгодно для Тевтонского ордена, поэтому Любекское право повсеместного распространения в Пруссии не получило и было принято только в Бранденбурге, Брауенсберге, Эльбинге и Мемеле.
Датским королём Эриком IV в 1248 году Любекское право было пожаловано Ревелю (нынешнему Таллину). Любекский магистрат стал высшей инстанцией для Ревеля и ревельский магистрат получал разъяснения по спорным вопросам (Ordeele) из Любека. Таким образом, Любекское право действовало не в том виде, в каком оно было при его рецепции, но и с позднейшими изменениями.
В то же время города юго-западной территории Руси получили пожалованное от польских королей магдебургское право.
В Польше Любекское право было введено в 1237 году в Щецине, в Тчеве в 1258—1260, в Гданьске в 1261—1263 годах, однако последние два города в XIV веке под влиянием крестоносцев перешли к магдебургскому праву.
Интересно, что города, принявшие Любекское право, зачастую не имели центральной торговой площади, которую замещали улицы (например, в Гданьске — Długi Targ, в Эльблонге — Stary Rynek).

## Особенности Любекского права
Хартии, пожалованные городам императорами Священной Римской империи, давали им право чеканить монету, вести торговлю, возводить крепостные стены, молоть зерно, ловить рыбу, устраивать ярмарки, принимать некоторые собственные законодательные акты не обращаясь к монарху, определяли границы городов.
Любекское право предусматривало управление городом через магистрат (нем. Rat - совет), состоящий из 20 членов, обычно избираемых от цехов на два года. Исполнительную власть составляли до четырёх назначаемых бургомистров, в том числе обер-бургомистр.
Частью Любекского права стал Ганзейский устав, регулировавший вопросы морского права и торговли. К 1608 году печатное собрание систематизировало городское право по шести разделам: общие правила, наследственное право, договорное и обязательственное право, уголовное право, уголовно-процессуальное право, вопросы корабельных дел.
Любекское право в целом сохранялось до XVIII века, а в отдельных местностях — до общегерманской кодификации 1896 года и по некоторым вопросам даже до 1945 года .
Любекское право было жёстким, особенно в санкциях по государственным преступлениям. Так, с 1285 года в немецких городах практиковалась смертная казнь фальшивомонетчиков путём сварения в кипятке или скальпирования.
В то же время Любекское право подрывало привилегии дворянства и вело к возникновению зачатков так называемого среднего класса. К примеру, если крепостному удавалось пробраться в город и прожить там больше года, он уже не считался крепостным. В те времена появилась поговорка: «Городской воздух — воздух свободы».

## Основные города, принявшие Любекское право
(Даны современные названия городов)
- Любек
- 1188 — Гамбург
- 1218 — Росток
- 1226 — Виттенбург
- 1234 — Штральзунд
- 1236 — Плён
- 1238 — Бад-Ольдеслоэ
- 1238 — Итцехоэ
- 1242 — Киль
- 1243 — Тондер (Tondern) в Дании
- 1244 — Нойштадт
- 1244 — Бад-Зегеберг
- 1246 — Эльблонг
- 1248 — Ревель (Таллин)
- 1250 — Грайфсвальд
- 1250 — Рендсбург
- 1252 — Тчев
- 1253 — Рибниц-Дамгартен
- 1253 — Нойкален
- 1254 или 1258 — Мемель (Клайпеда)
- 1255 — Колобжег
- 1255 — Барт
- 1257 — Ойтин
- до 1263 — Гданьск
- 1282 — Вольгаст
- 1282 — Вильстер
- 1284 — Бранево
- 1285 — Трибзес
- 1287 — Гриммен
- 1302 — Раквере
- 1309 — Новогард
- 1310 — Слупск
- 1310 — Щецинек
- 1312 — Дарлово
- 1313 — Полянув
- 1317 — Славно
- 1343 — Сянув
- 1345 — Нарва
- 1613 — Берген-на-Рюгене
- Гапсал (Хаапсалу)
- Великий Новгород (действовало среди иноземных купцов на новгородском Немецком дворе, см. Скра)
- Висмар
- Рига